# Astrid Lindgrens värld
Astrid Lindgrens Värld är en temapark i barnboksförfattaren Astrid Lindgrens födelsekommun Vimmerby med en yta på 180 000 kvadratmeter. Parken grundades 1981 och hette då Sagobyn. I parken kan man möta många av figurerna från Lindgrens böcker. Miljöerna är skapade utifrån illustrationerna i böckerna om Pippi Långstrump, Emil i Lönneberga, Karlsson på taket, Madicken, Bröderna Lejonhjärta, Rasmus på luffen, Ronja rövardotter och många andra av Lindgrens figurer. 
Parken har öppet från maj till augusti. Sedan 2002 arrangeras även en höst- och hantverksmarknad. I anslutning till parken uppfördes 2007 ett kulturcentrum, Astrid Lindgrens Näs.

## Historia

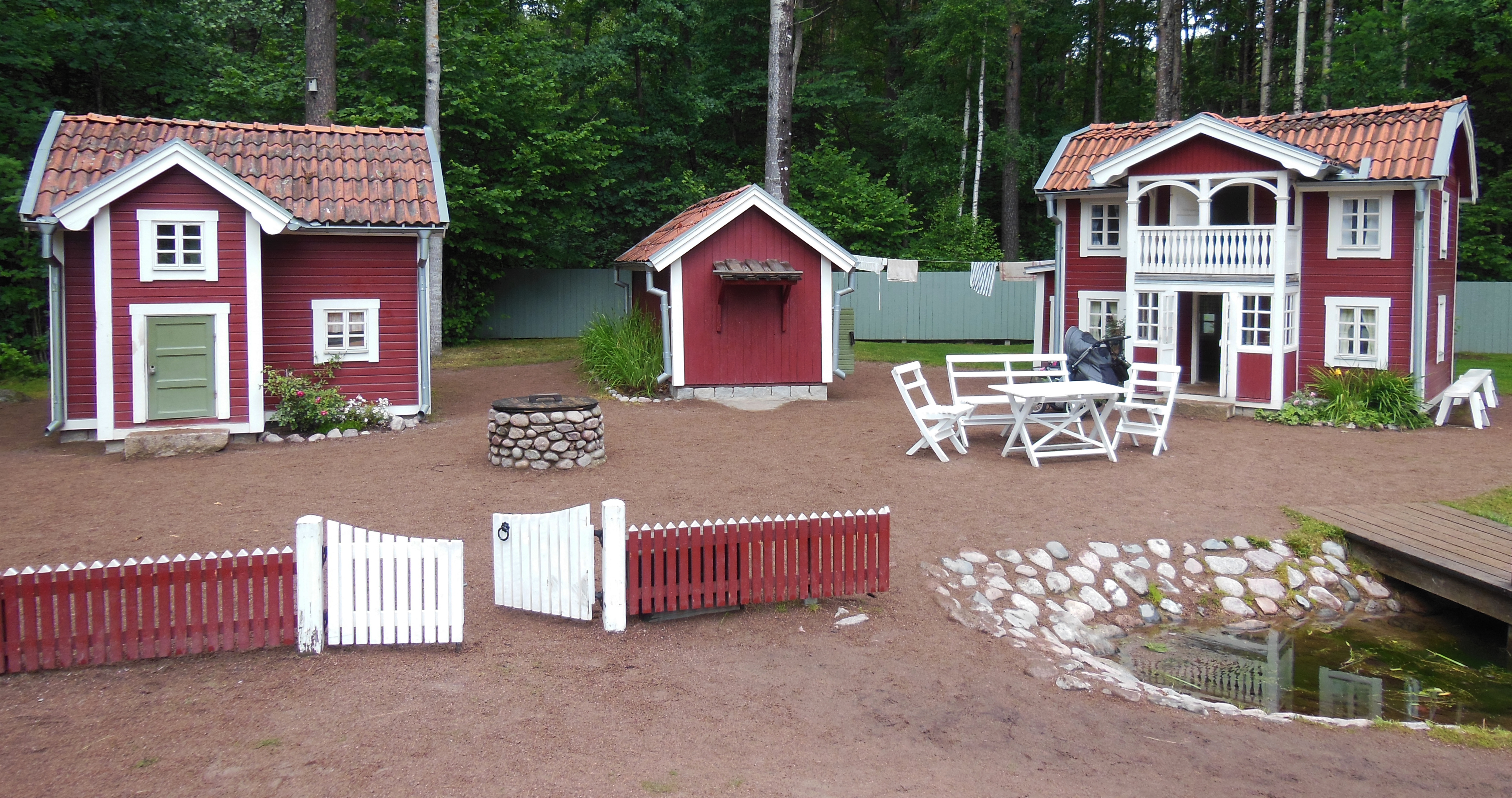
Junibacken i skala 1:3 uppfördes 1984 som den tredje miljön i dåvarande Sagobyn.

År 1981 byggde tre familjer i Vimmerby några miniatyrhus i skala 1:3. Det första huset var Katthult, som snickrades ihop i en trädgård tillhörande naprapaten Rein Soowik och hans fru sparbankskassörskan Ulla. I bygget av Sagobyn ingick även Vimmerbyfamiljerna Tommy och Bibbi Isacsson och Per och Else-Marie Jalminger. Redan från början var överenskommelsen att Astrid Lindgren inte skulle få royalty för parken.
Under åren byggdes fler hus i samma skala: Villa Villekulla 1982, Bullerbyn 1983, Junibacken 1984, Ronjas borg 1986, Körsbärsdalen, Kajsa Kavat och Karlsson på taket 1987, och Lotta på Bråkmakargatan och Rasmus på luffen 1988. Husen bildade det som då kallades Sagobyn. Första året hade Sagobyn 10 000 besökare. 1985 var antalet besökare 50 000, och 1988 var besökarantalet uppe i 100 000. Fram till 1988 hade familjerna dessutom byggt upp en kaféverksamhet och under några år fanns i parken en minijärnväg. Sagobyn hade även olika teaterinslag och djur som lånades in över somrarna från traktens jordbrukare.
År 1989 sålde familjerna Sagobyn till Riquma-koncernen (ledd av Curt Wrigfors), vilket innebar nytt kapital, och företaget Astrid Lindgrens värld AB skapades. 1990 byggdes den första fullskaliga miljön, Törnrosdalen, och 1991 byggdes Bråkmakargatan. På grund av den dåliga ekonomin i samband med finanskrisen fick Astrid Lindgrens värld AB  rekonstrueras 1991, med Wasa Försäkringar som största ägare och Vimmerby kommun och IOGT-NTO som minoritetsägare. 1992 skrev Astrid Lindgren:
| ”                                                         | Jag har som ni vet, hoppas jag – inga som helst ekonomiska intressen i den, men bara en varm önskan att denna unika anläggning ska få fortsätta i det skick den är. | „ |
| – Astrid Lindgren, ur brev till Vimmerbys kommunpolitiker | |   |

Parken hade blivit en viktig inkomstkälla för kommunen, som tog över som enda ägare 1999.
Efter Lindgrens död 2002 togs rättigheterna till hennes verk över av Saltkråkan AB (sedermera Astrid Lindgren AB), som skrev ett nytt avtal med kommunen 2004. I det avtalet ingick att kommunen skulle vara tvungna att återinvestera alla vinster i parken. Avtalet ledde i förlängningen också till att Saltkråkan höjde royaltynivån från 0 till 10 %, inför en värdering av företaget (där de immateriella rättigheterna ingick). Värderingen var ett led i en eventuell försäljning av parken, till vilket bland annat de ursprungliga ägarna var intresserade. Eftersom Saltkråkan ändå skulle behålla rättigheterna till parken, blev det i förlängningen Saltkråkan som satte villkoren. 2008 sade dåvarande VD:n för Saltkråkan Nils Nyman (barnbarn till Astrid Lindgren) upp avtalet om parken med Vimmerby kommun. Sedan 2010 ägs temaparken av familjeföretaget Astrid Lindgren AB och Vimmerby kommun med en fördelning där familjeföretaget äger 91 procent. Priset för parken var 24,3 miljoner kronor, att jämföra med de 118 miljoner kronor som Ernest & Young värderat bolaget till.

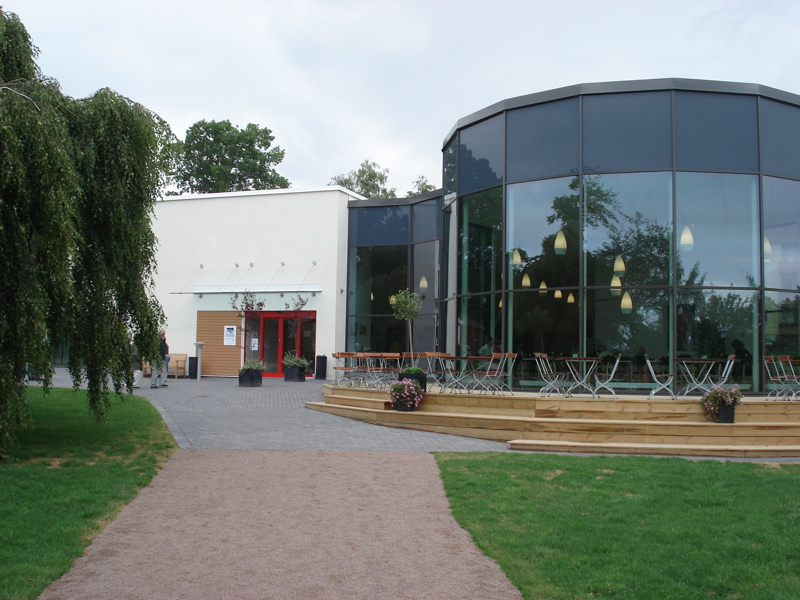
Paviljongen till museet i Astrid Lindgrens Näs, som 2007 införlivades med Astrid Lindgrens värld.

2007 övergick också Astrid Lindgrens barndomshem Näs från Vimmerby kommuns ägo till att ägas av Saltkråkan, och blev därmed en del i Astrid Lindgrens värld. Där ingår också ett museum och den tidigare prästgården.

## Miljöer (i urval)

### Bråkmakargatan

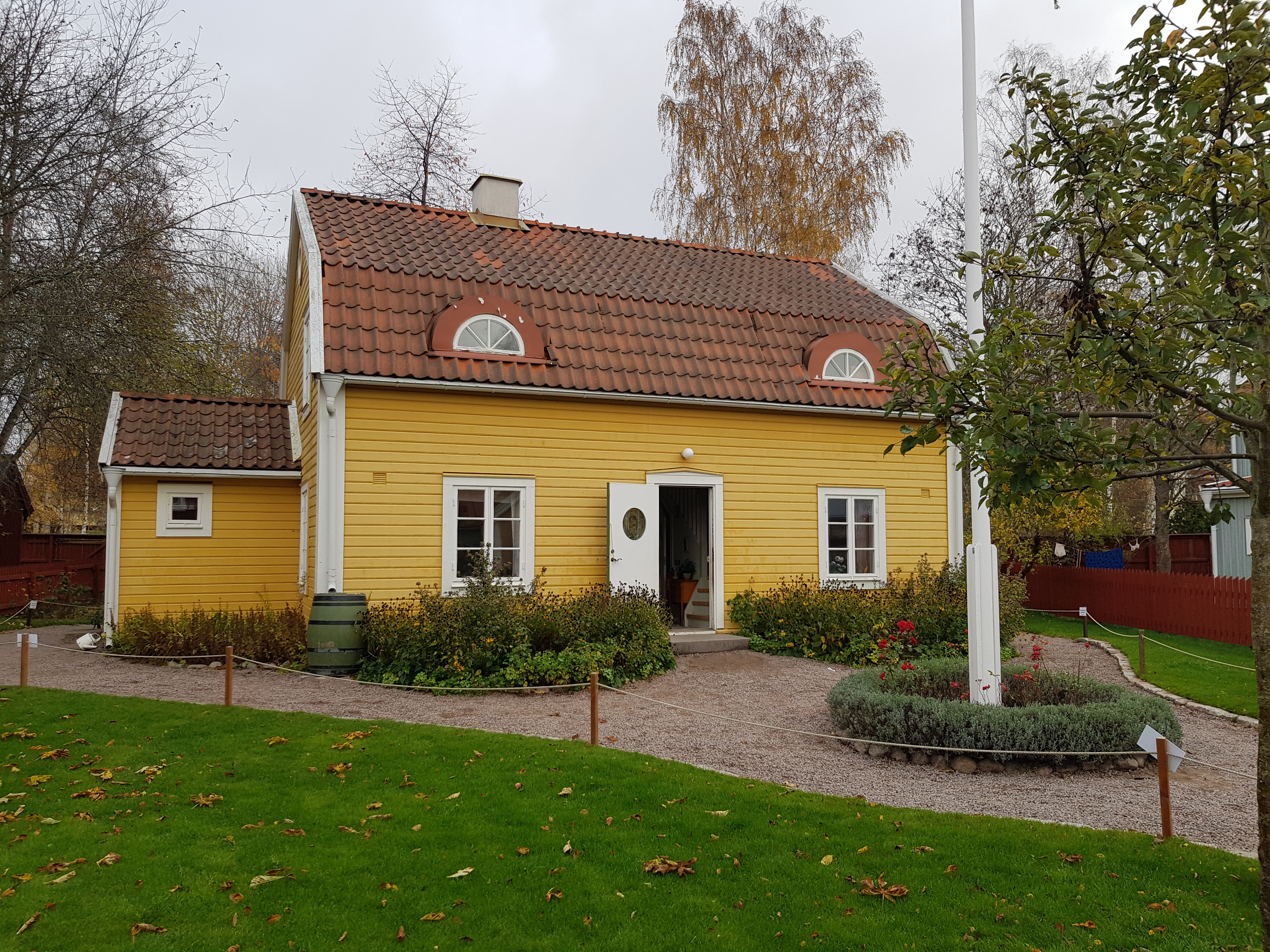
Lotta på Bråkmakargatans hus.

År 1991 byggdes Bråkmakargatan i Astrid Lindgrens värld. Det var den andra av parkens miljöer som byggdes i full skala. Detta gjordes för att Svensk Filmindustri planerade inspelningen av filmen Lotta på Bråkmakargatan. Under sommaren 1991 och vintern 1992 spelades långfilmerna Lotta på Bråkmakargatan och Lotta flyttar hemifrån in på Bråkmakargatan i temaparken.

### Bröderna Lejonhjärta
År 2015 presenterade temaparken planer på ett nytt område för Bröderna Lejonhjärta. Den gamla Törnrosdalen som fanns i parken, byggd 1990, hade varit stängd sedan 2014 och bara den lilla Körsbärsdalen var öppen för besökare. Det nya området för Bröderna Lejonhjärta invigdes i juni 2016. Området är cirka 10 000 kvadratmeter stort och innehåller en ny Törnrosdal och en ny Körsbärsdal, med sittplatser för cirka 800 personer vardera. Olika scener ur Bröderna Lejonhjärta spelas omväxlande upp i de båda dalarna. I Körsbärsdalen finns bland annat Ryttargården och Tulipagården. Utöver Törnrosdalen och Körsbärsdalen uppfördes kringmiljöer med de uråldriga bergen, hängbron till Karmanjaka och Katlagrottan. Det nya området för Bröderna Lejonhjärta var den näst största satsningen och den största enskilda investeringen i en miljö i Astrid Lindgrens världs historia och kostade drygt 60 miljoner kronor att bygga.

### Den lilla, lilla staden[16]
I många av sina böcker lät Lindgren Vimmerby vara förebild för miljöerna. Inne i temaparken finns ett Vimmerby i miniatyr där man kan gå omkring bland de små husen.

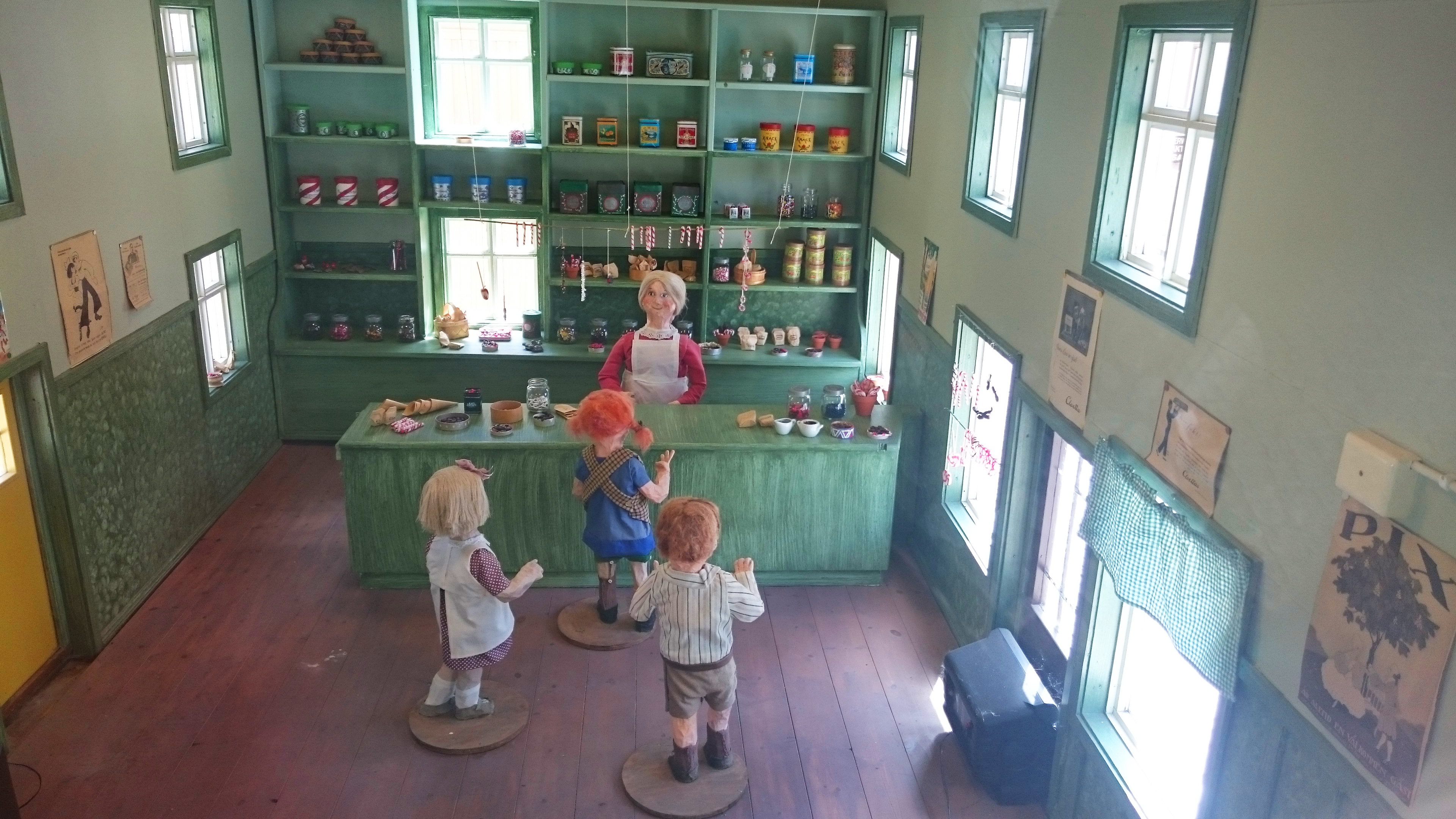
I godisaffären framställs hur Pippi Långstrump köper 18 kilo karameller.
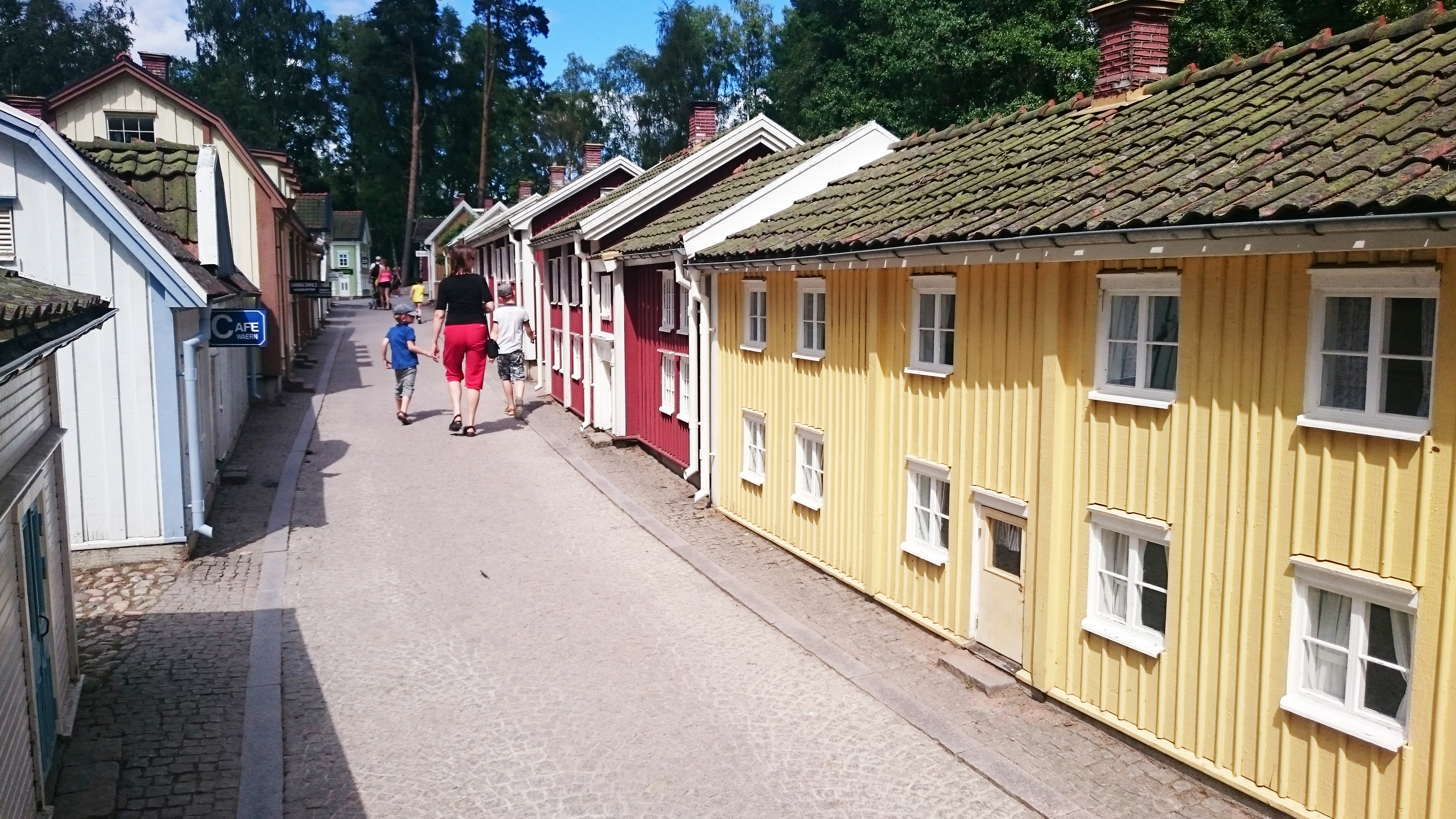
Besökarnas storlek visar hur små husen egentligen är.

### Karlsson på taket

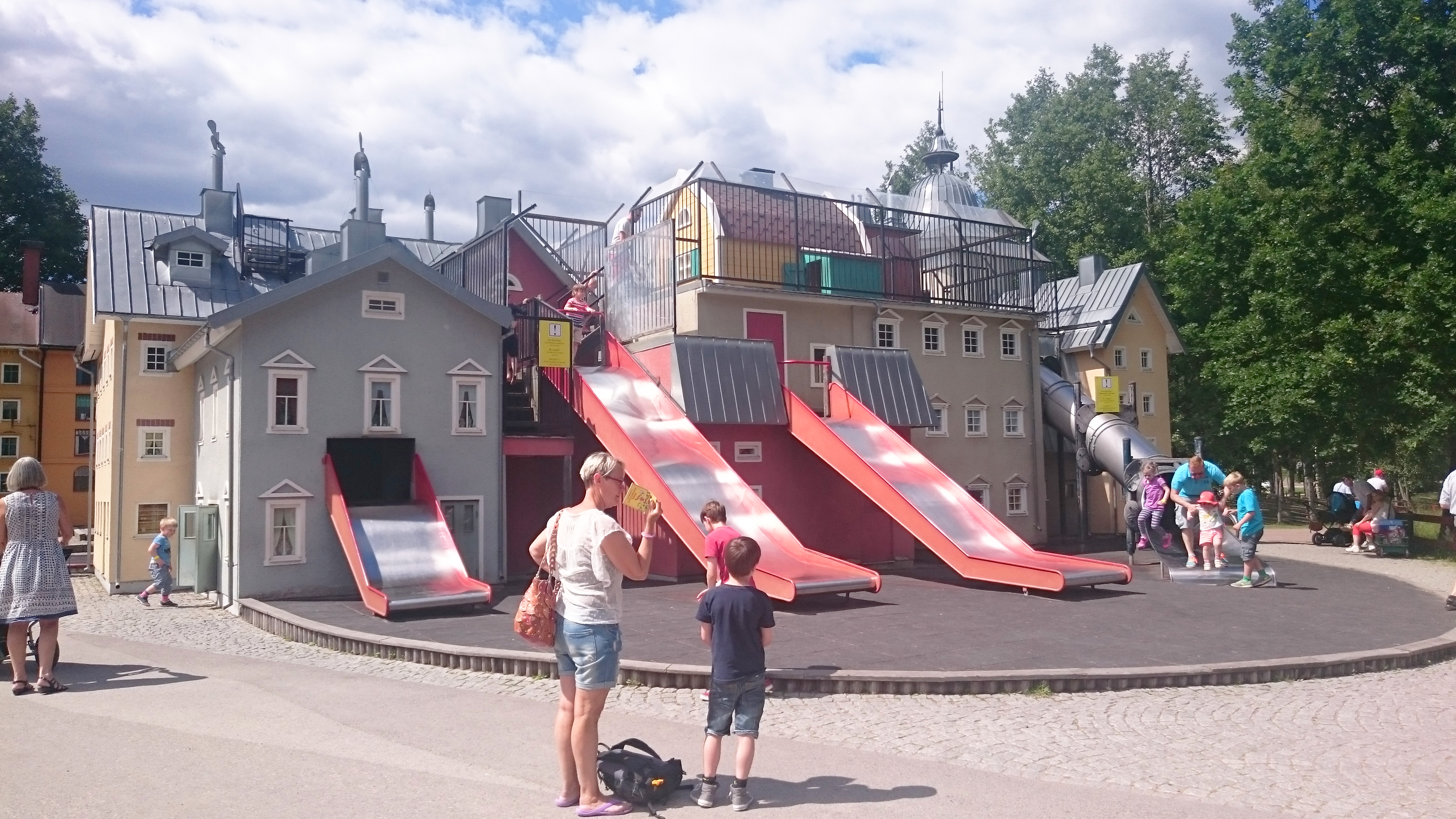
Karlsson på takets miljö i parken, 2015.

I parken finns ett litet bostadsområde i miniatyr med en scen på ena sidan och rutschkanor på andra sidan. På scenen spelas dagligen scener ur böckerna om Karlsson på taket. Om man går in i byggnaden kan man komma upp på taket där Karlssons hus står, samt åka ner för någon av rutschkanorna. Området byggdes 2002.

### Katthult
I många år användes en liten modell av Katthult som spelplats för scenerna om Emil i Lönneberga. Bakom publikläktaren fanns Snickerboa, där Emil kunde klättra ut genom fönstret och över till matförrådet bredvid. År 2013 invigdes ett helt nytt Katthult, 50 år efter att den första boken om Emil gavs ut. Det nya Katthult var en del i en investering på 95 miljoner kronor, parkens största någonsin, som även innefattade bland annat restaurang Stadsmästargården, en leklada, ett kafé, butiker, en kohage, ett vattendrag och en köksträdgård. Det nya området omfattar 22 000 kvadratmeter och framför Katthult har en publikläktare med plats för 1 200 åskådare byggts.

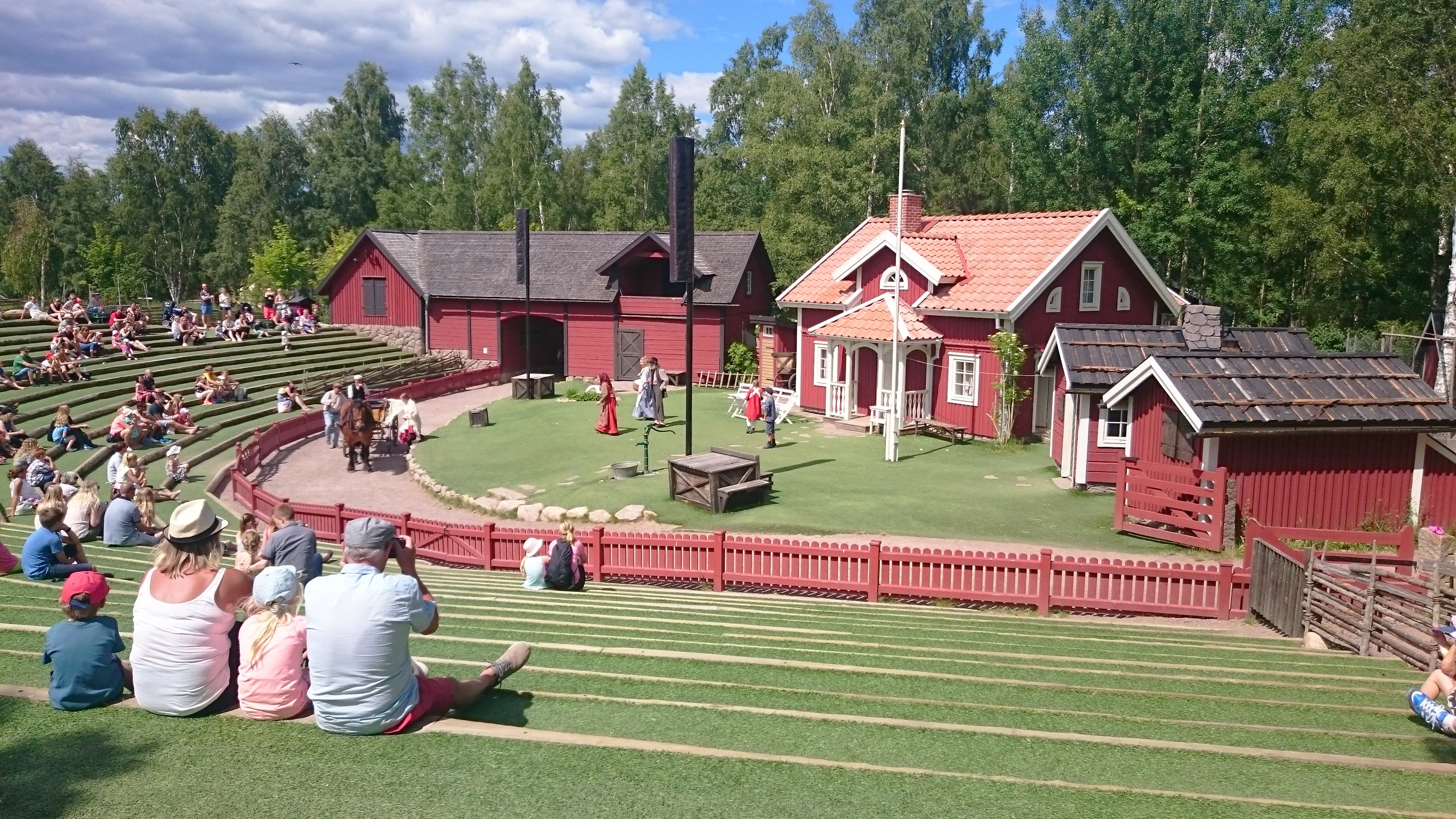
Nya Katthult, juli 2015.
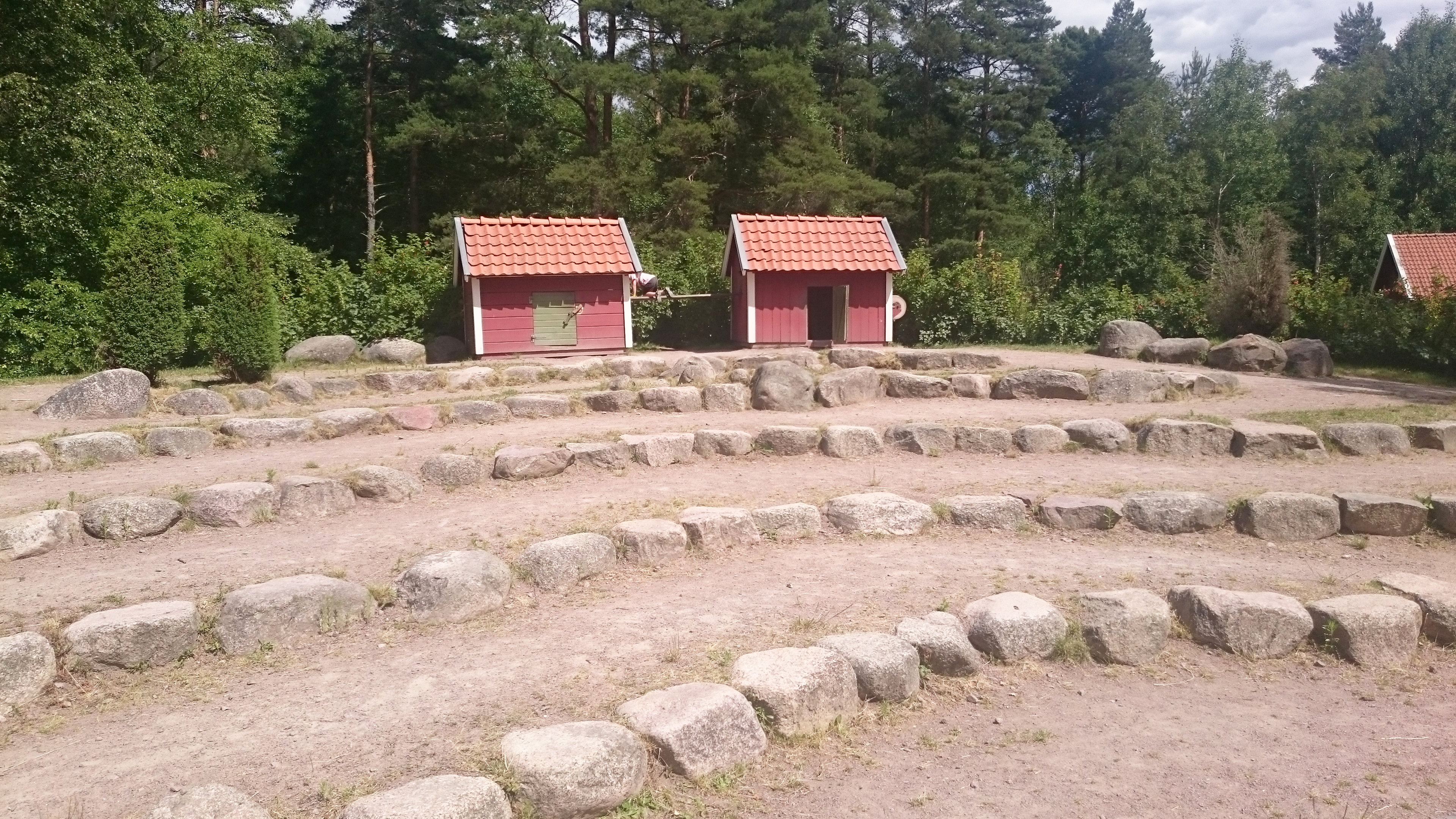
Den snickarbod som användes i föreställningarna innan 2013.

### Nils Karlsson Pyssling

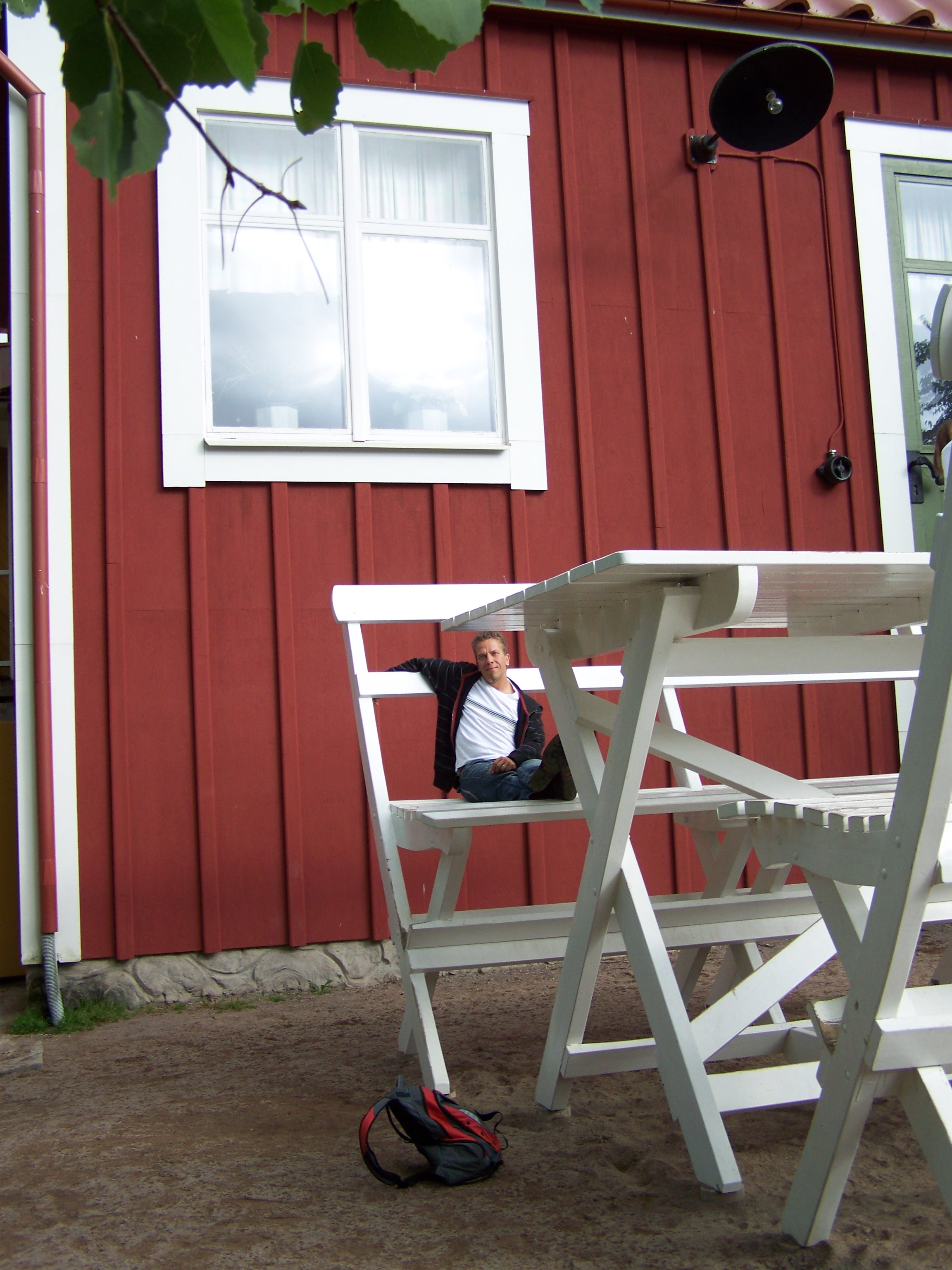
En vuxen man i soffan utanför Nils Karlsson pysslings hus, 2009.

I ett av husen i parken kan besökarna prova på hur det är att vara liten som Nils Karlsson Pyssling. Utanför huset finns en uppsättning trädgårdsmöbler i stor skala placerade och inne i huset finns bland annat ett stort bord, stora stolar och en stor säng, allt för att besökarna ska känna sig små.

### Mattisskogen
Ronja rövardotter har funnits i temaparken sedan starten, och under många år fanns en liten stenborg som barnen kunde besöka. Sommaren 2011 hade boken om Ronja rövardotter 30-årsjubileum, och 18 juni samma år invigdes den nya Mattisskogen med en stor Mattisborg, en skog, Björngrottan, Glupafallet, med mera. Det nya området är 5 000 kvadratmeter stort, och kostade över 50 miljoner kronor, vilket gjorde det till den dittills största satsningen i företagets historia. Glupafallet har en fallhöjd på 7 meter, och den nya Mattisborgen har flera torn, varav det högsta är 14 meter. Med hjälp av hydraulik kan en av borgens väggar sänkas ner för att publiken ska kunna se in i stensalen under föreställningarna, och en del av borgen kan delas itu för att skapa Helvetesgapet. Förutom hydrauliken används bland annat rökmaskiner, pyroteknik och hästar under föreställningar i borgen.

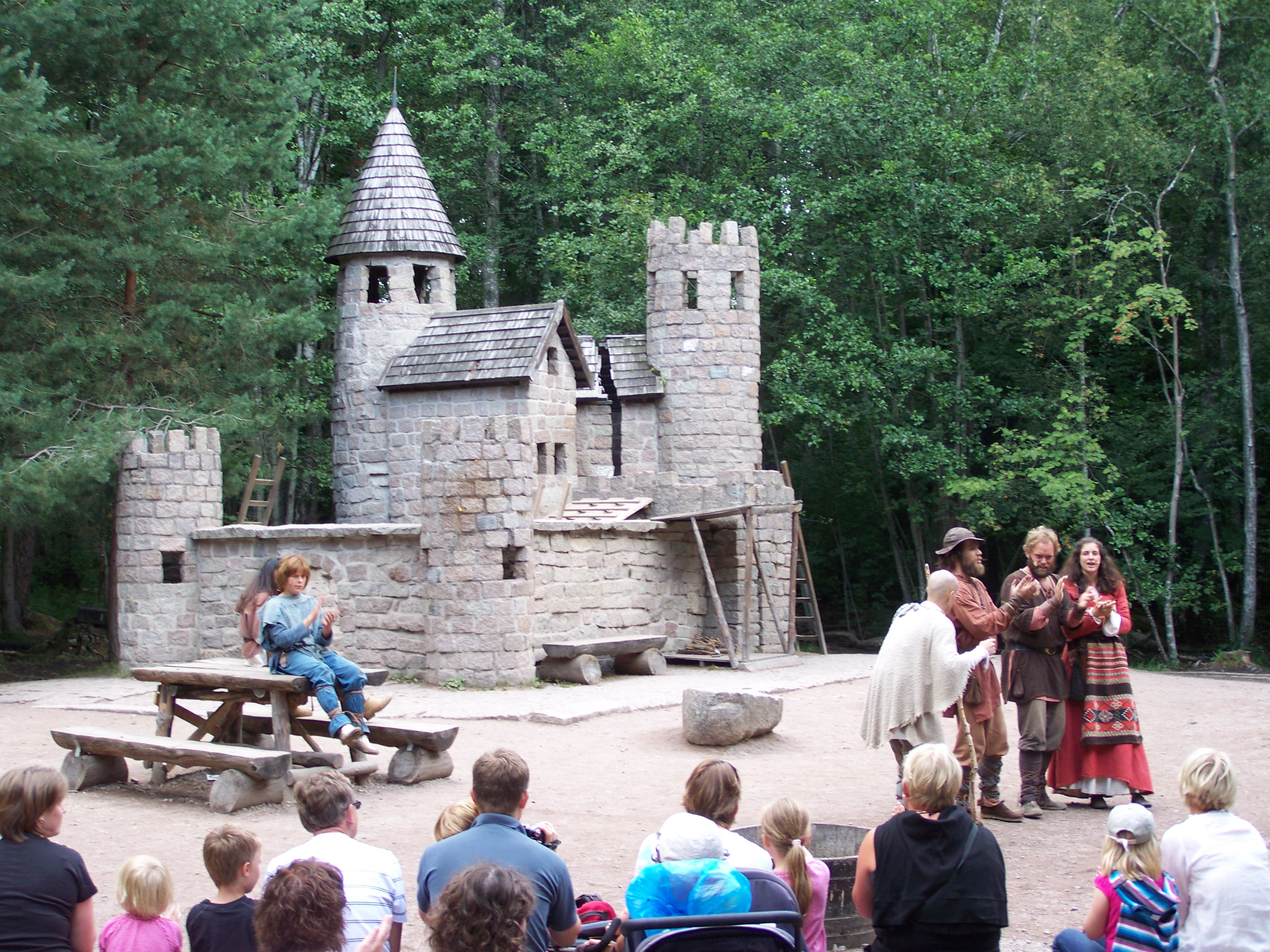
Den gamla Mattisborgen, 2009.
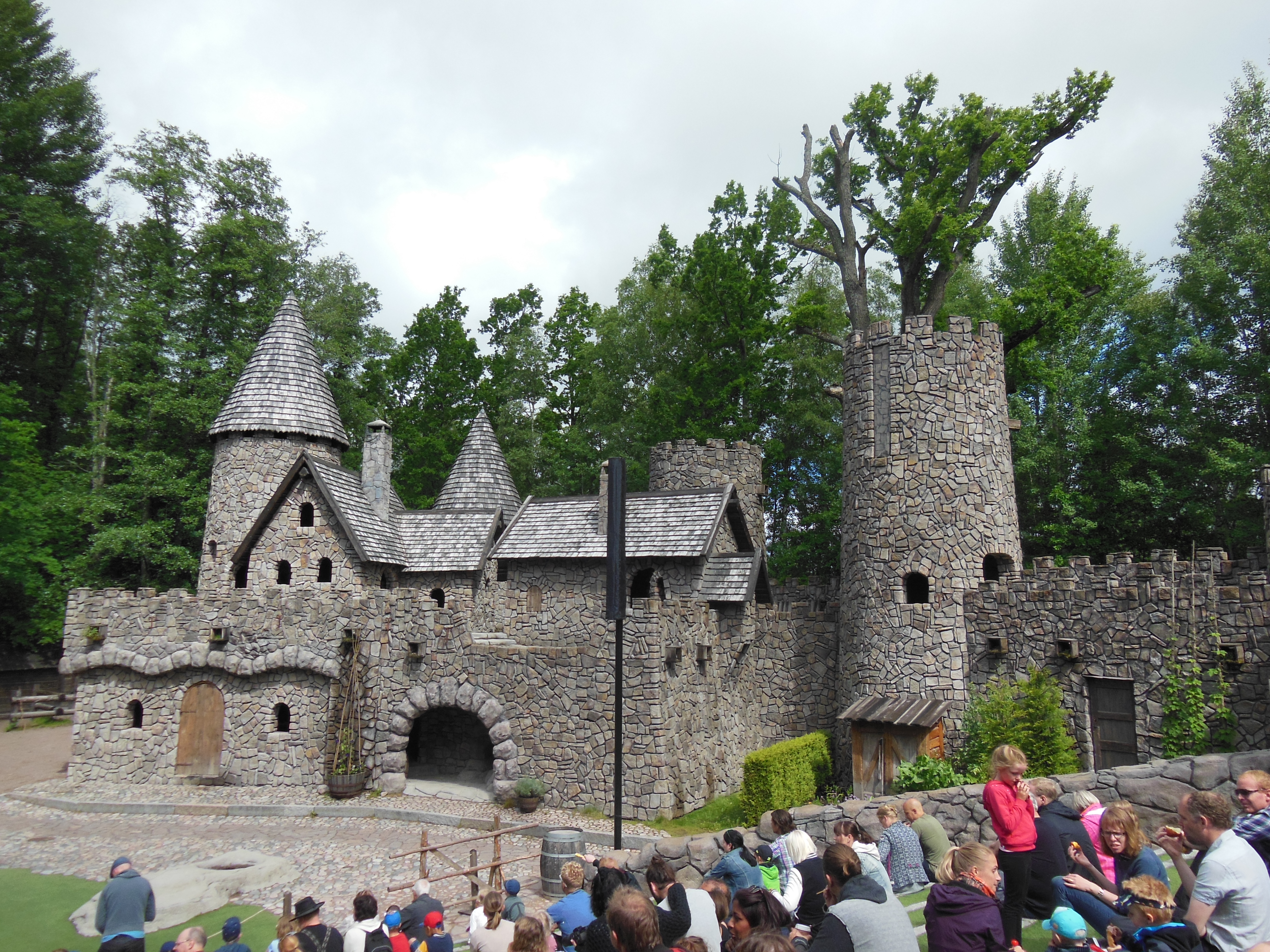
Den nya Mattisborgen, 2015.

### Pippi Långstrump
Pippi Långstrump är en av Astrid Lindgrens mest populära figurer, och hennes Villa Villekulla har funnits på anläggningen i många år. 
År 2009 invigdes en ny Villa Villekulla. Utanför huset byggdes en publikläktare med plats för 1 500 personer och en 70 gånger 30 meter stor sjö där skeppet Hoppetossa kan köra omkring. I sjön finns även en liten konstgjord söderhavsö. Det nya Pippi-området är fyra gånger så stort som det gamla och kostade 23 miljoner kronor. Området invigdes av Inger Nilsson som spelade Pippi i TV-serien och filmerna om Pippi Långstrump 1969 och 1970.
År 2020 fyllde Pippi Långstrump 75 år. Till jubileet byggdes en ny Villa Villekulla med tre våningar (varav en vindsvåning) och publikläktaren ökades för att rymma omkring 2000 personer. Ombyggnationen kostade omkring 50 miljoner kronor. Till följd av Corona-pandemin hölls parken stängd under 2020 och invigningen blev därför inte av. 

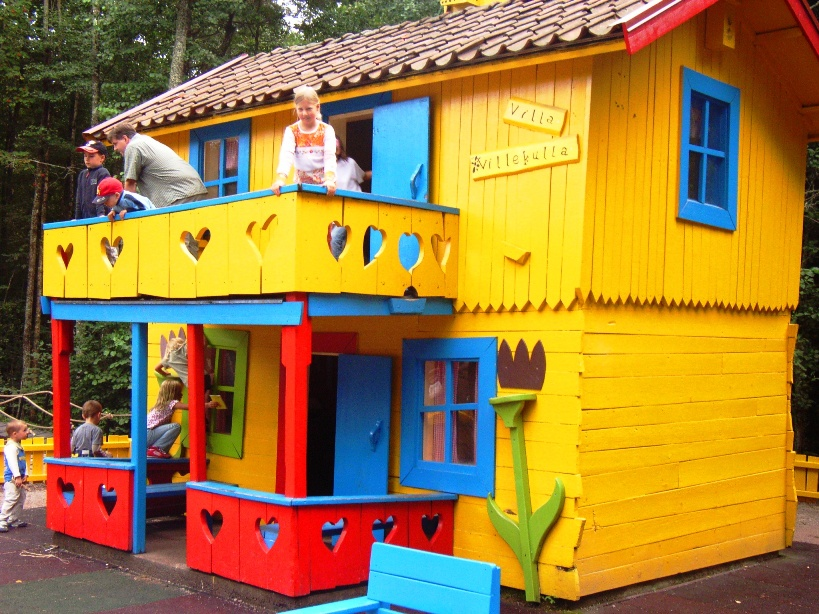
Villa Villekulla på Astrid Lindgrens värld, 2006.
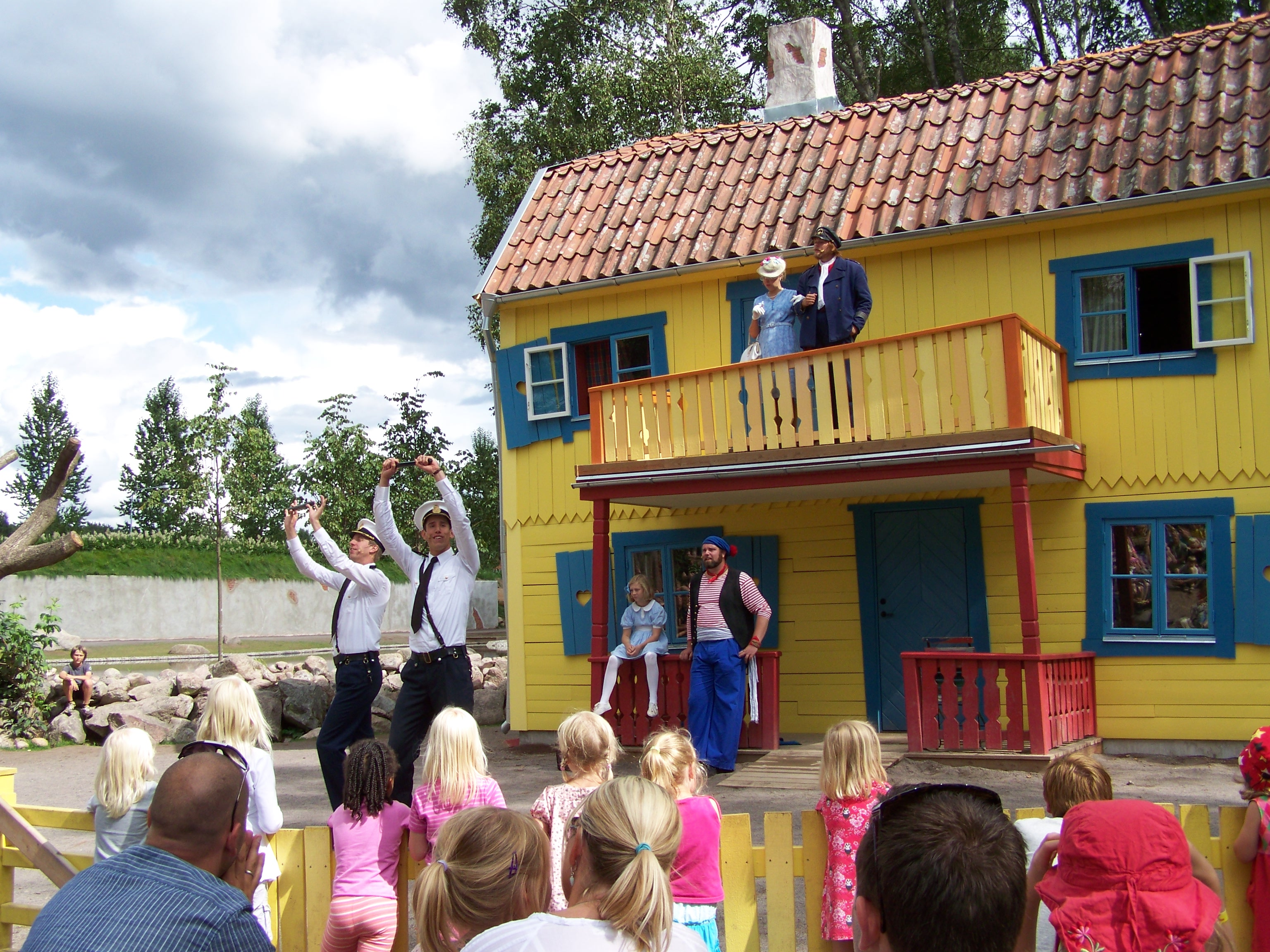
Villa Villekulla på Astrid Lindgrens värld, 2009.
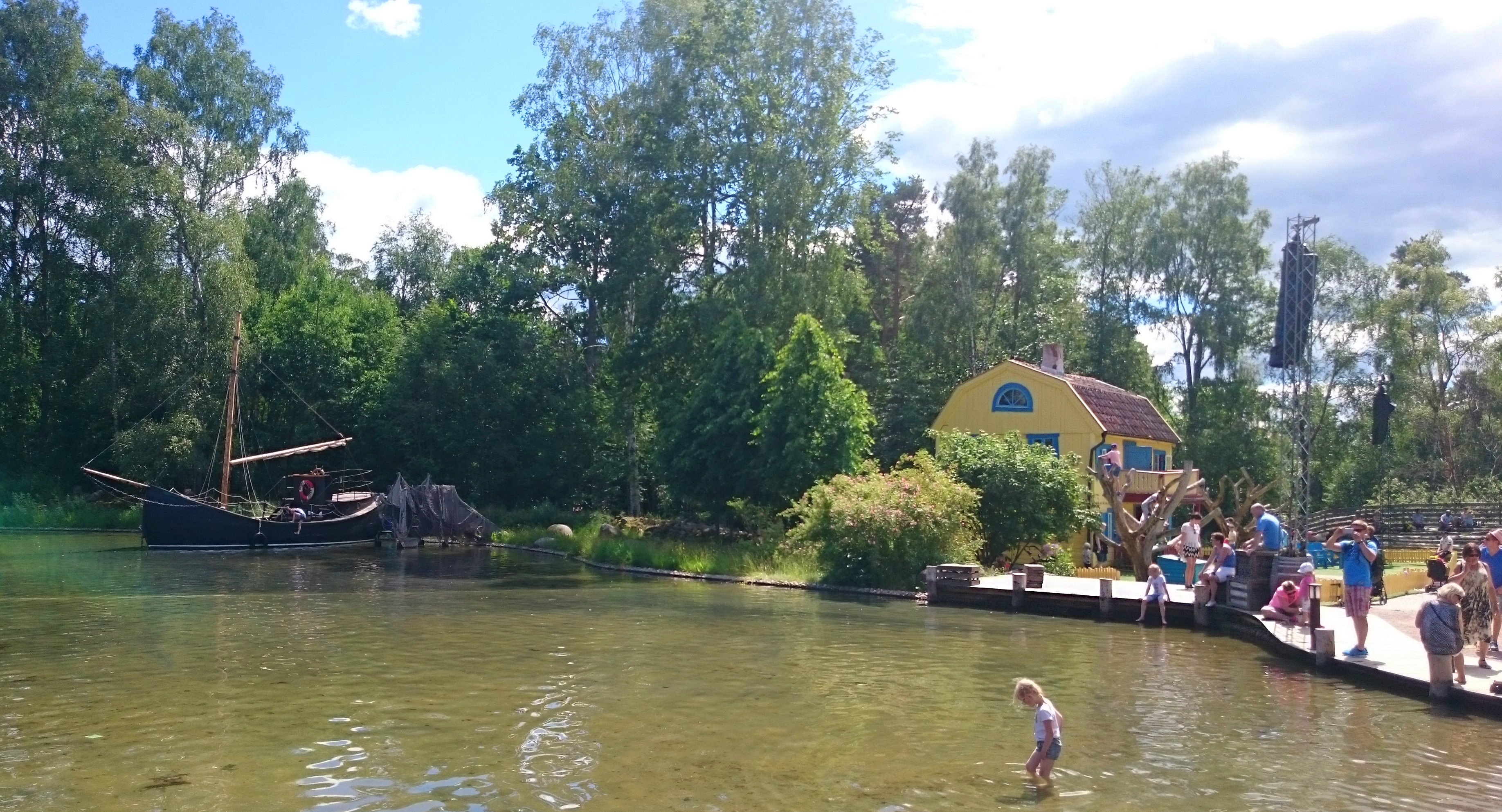
En bit av det konstgjorda hav som anlades 2009. Till vänster syns skeppet Hoppetossa.
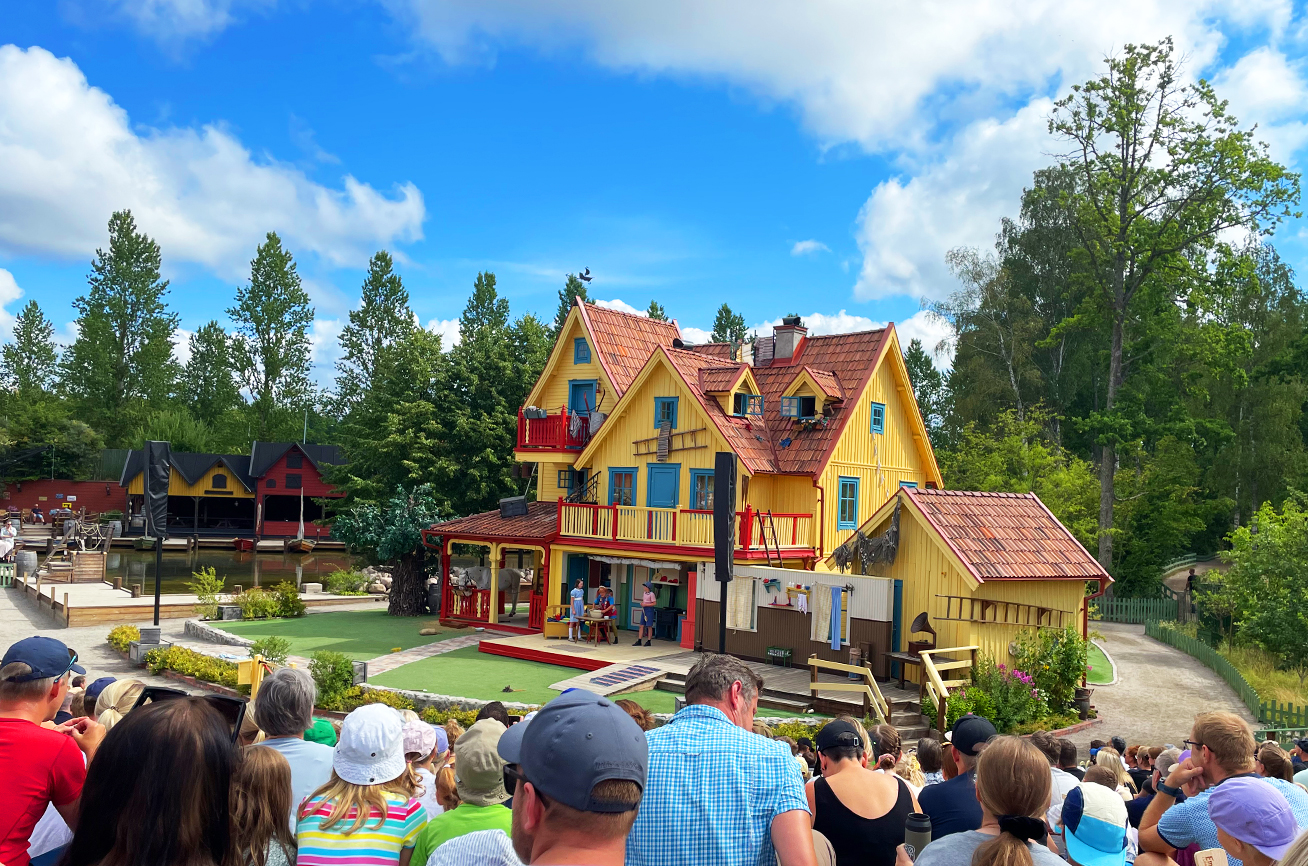
Villa Villekulla på Astrid Lindgrens värld, 2022.

### Saltkråkan
Sommaren 2007 invigdes Saltkråkan, parkens första inomhusmiljö och en satsning på drygt 20 miljoner kronor. I anslutning till Saltkråkans kafé fanns en åkattraktion. Besökarna satt i små vagnar som körde runt och visade bilder, filmklipp och figurer från olika scener ur TV-serien Vi på Saltkråkan. Åkattraktionen var skapad av det amerikanska bolaget Sally Corporation och inkluderade även specialeffekter och animatronics. Louise Edlind Fribergs röst guidade besökarna under åkturen; hon spelade Malin i TV-serien Vi på Saltkråkan och invigde attraktionen. Under slutet av sommarsäsongen 2019 monterades hela attraktionen ned och kommer aldrig återupptas. 

## Astrid Lindgrens värld-stipendiet
Temaparken delar sedan 1987 ut Astrid Lindgrens värld-stipendiet på 30 000 kronor.